# Siteny Randrianasoloniaiko
 (novembre 2021).
Si vous disposez d'ouvrages ou d'articles de référence ou si vous connaissez des sites web de qualité traitant du thème abordé ici, merci de compléter l'article en donnant les références utiles à sa vérifiabilité et en les liant à la section « Notes et références ».
 (novembre 2021).
Siteny Thierry Randrianasoloniaiko, né à Toliara le 27 juillet 1972, est un homme politique malgache. Il est également le président de l'Union africaine de judo (2023), le vice-président de la Fédération internationale de judo (2023) et député de Madagascar sous la bannière de l'IRD (Nous tous, ensemble avec Andry Rajoelina). Il est candidat à l'élection présidentielle malgache de 2023.

## Biographie

### Jeunesse et formation
Issu d'une famille modeste, il a grandi à Tsianengeha, un quartier de Toliara. À l'âge de 12 ans, il découvre le judo grâce à Maître Ashik Houssen Mamodaly.
Son père, Siteny Ebara, tenait un atelier de réparation de bijoux et sa mère, Ravaomaria, vendait des gâteaux, pour nourrir leurs 14 enfants dont Siteny est le troisième. À 20 ans, à la suite du décès de son père, il entre dans la vie active pour subvenir aux besoins de ses frères et sœurs et occupe plusieurs emplois.
Ses revenus lui permettre de suivre des études en Afrique du Sud.

## Carrière
Il crée la Radio Siteny en 2013.
Plusieurs fois champion de Madagascar et il est sélectionné au sein de l'équipe nationale malgache de judo à partir de 1990, Siteny Randrianasoloniaiko a été entraîneur national avant d'être élu à la tête de la Fédération malgache de Judo en 2009. Il est aussi président du Comité olympique malgache.
Il a piloté l'organisation du Championnat d'Afrique de Judo à Antananarivo en 2017 et en 2020. Siteny Randrianasoloniaiko remporte l’élection à la présidence de l'Union africaine de judo, le 18 mai 2021 et devient vice-président de la Fédération internationale du judo à la même occasion.

## Carrière politique
Il est élu député dans la première circonscription de Toliara, sous la bannière de HVM - Hery Vaovao Hoan'i Madagasikara en 2013 puis est réélu en 2019 au nom de l'IRD. Sa mandature sera notamment marquée par son opposition farouche au projet minier dénommé Base Toliara qui, selon lui, porte gravement atteinte à l'environnement.

## Élection présidentielle de 2023
En avril 2023, Siteny Randrianasoloniaiko entame une tournée dans les districts de Madagascar, avec plusieurs parlementaires qu'il nomme « Mihav Tour » (ou « Écouter la population »). Ces déplacements consistent, pour les élus, à donner la parole à la population d'une manière directe. Les informations collectées lors de ces rencontres servent à peaufiner son projet en vue de l'élection présidentielle qui se tient le 16 novembre, à l'issue de laquelle il se place en deuxième position avec 14,39 % des voix, largement derrière le vainqueur Andry Rajoelina.

## Controverses

### Proximité avec la Russie
En tant que président de la fédération nationale de judo, Siteny Randrianasoloniaiko noue des relations avec Vladimir Poutine, lui-même président honoraire et ambassadeur de la Fédération internationale de judo. Il est également en relation avec Marius Vizer, président de la Fédération internationale et proche du Président russe.
En avril 2021, Siteny Randrianasoloniaiko annonce avoir reçu une dose du vaccin russe anti-Covid Spoutnik V dans le cadre de sa campagne en vue de l’élection à la présidence de l’Union africaine de judo ; malgré l’absence de recommandation de la part des autorités malgaches et de l’Académie nationale de médecine.
Dans le cadre de l'élection présidentielle de 2023, Siteny Randrianasoloniaiko dispose de l’appui technique et financier des Russes pour son « Mihava Tour » lançant sa campagne. Ce soutien s'inscrit dans un contexte d’ingérence croissante de la Russie dans l'océan Indien et à Madagascar, où Moscou avait déjà tenté d'influencer l'élection présidentielle cinq ans plus tôt en 2018,.

## Vie privée
Siteny Randrianasoloniaiko est marié à Daniela Randrianasoloniaiko, originaire de Bourgas en Bulgarie, qu'il a rencontré en Afrique du Sud en 2001. Ils sont parents de 5 enfants.